# 長穎星草
長穎星草（学名：Cynodon nlemfuensis）为禾本科狗牙根屬下的一个种。

## 扩展阅读
- 維基物種上的相關：長穎星草